# Ichthyophis multicolor
Ichthyophis multicolor é uma espécie de anfíbio gimnofionos da família Ichthyophiidae. Está presente em Myanmar. A UICN classificou-a como deficiente de dados.